# Suseongmos
 (juin 2021).
Pour plus de détails, voir Fiche technique et Distribution.
Suseongmos (수성못, littéralement « le lac Suseong ») est un film sud-coréen réalisé par Yoo Ji-young, sorti en 2017.

## Synopsis
Les destins croisés de trois personnages qui tentent de changer de vie.

## Fiche technique
- Titre : Suseongmos
- Titre original : 수성못
- Titre anglais : Duck Town
- Réalisation : Yoo Ji-young
- Scénario : Yoo Ji-young
- Pays :  Corée du Sud
- Genre : Comédie dramatique, fantastique
- Durée : 87 minutes
- Dates de sortie : 
  -  Corée du Sud : 19 avril 2017

## Distribution
- Lee Se-young : Oh Hee-jeong
- Kim Min-kyu : Byeong-soo
- Nam Tae-boo : Oh Hee-joon
- Kim Hyun-jun : Cha Young-mok
- Kang Shin-il : M. Park

## Accueil
Cha Chae-ra de Maxmovie estime que le film a un thème sombre mais des couleurs vibrantes et dialogues amusants qui lui donnent du charme.